# Молодый, Трофим Кононович
Трофи́м Ко́нонович Моло́дый (1889, Гижигинск — 14 октября 1929, Москва) — советский учёный-физик и организатор науки.

## Биография

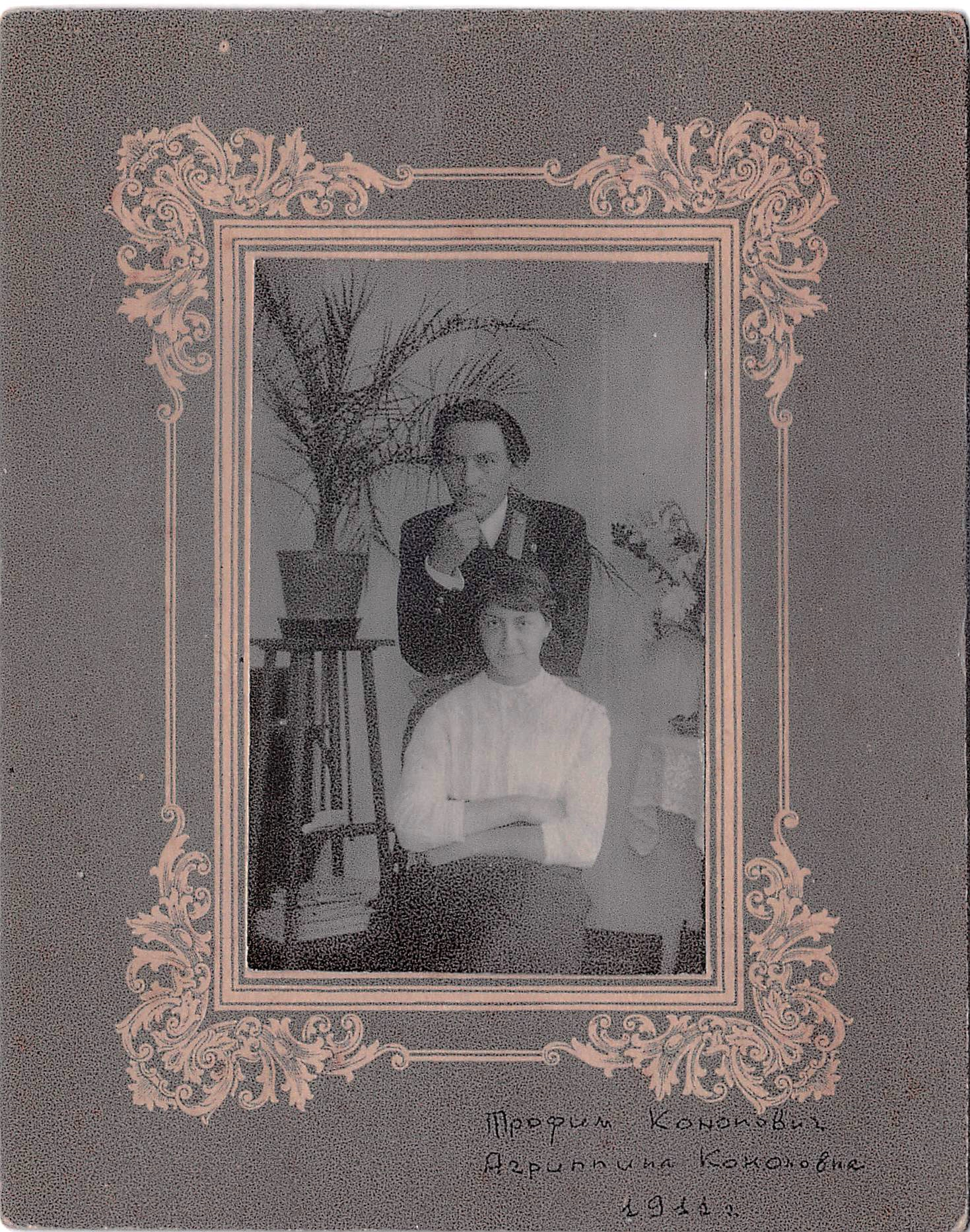
Трофим Кононович Молодый с сестрой Агриппиной Кононовной Молодой (Рубановой)

Родился в 1889 году в небольшом городе Гижигинск Приморской области (ныне Северо-Эвенский район Магаданской области) в семье Конона Трофимовича Молодого и Марии Васильевны Брагиной. Мать Трофима Кононовича была наполовину эвенкой. В возрасте 10 лет перебрался с родителями в Хабаровск, где в 1908 году окончил реальное училище. По словам знавших его в детстве, был способным учеником и выделялся живостью характера.
После окончания училища отправился в Петербург и поступил в Петербургский университет, где ему, в частности, преподавал О. Д. Хвольсон. Однако уже через год переехал в Москву, где поступил в Московский университет.
В 1910 году по своей инициативе начинает научную работу под руководством тогда ещё приват-доцента университета П. П. Лазарева. На следующий год, однако, принял активное участие в студенческих беспорядках, за что был отчислен из учебного заведения. Чтобы окончить образование, хотел уехать в Германию, но уже через полгода по амнистии восстанавливается в университете. Однако П. П. Лазарев к тому времени уже ушёл из университета и организовал лабораторию в Городском народном университете им. А. Л. Шанявского. Т. К. Молодый также принимает участие в работе этой лаборатории.
После окончания университета в 1913 году Т. К. Молодый некоторое время работает преподавателем в средних учебных заведениях: сначала в Промышленном училище, а затем в женской гимназии О. А. Виноградской. В 1914 году устраивается лектором по физике Научно-популярного отделения Университета им. Шанявского. С 1915 года переводится на должность преподавателя Академического отделения там же.
В 1919 году университет Шанявского расформировывают, и Т. К. Молодый начинает преподавать в I-м Московском университете, где проработает всю оставшуюся жизнь. С 1920 по 1924 годы он также ведёт занятия и в Московском высшем техническом училище.
В 1922 году у Т. К. Молодого и его жены Евдокии Константиновны Молодой рождается сын, которого называют в честь деда Кононом. Впоследствии К. Т. Молодый станет разведчиком-нелегалом. Внук Т. К. Молодого, врач-психиатр Вадим Молодый — русский поэт, эссеист, издатель.
В марте 1928 году в возрасте всего 39 лет Т. К. Молодый перенёс первый инсульт, а 14 октября 1929 года скоропостижно уходит из жизни от второго инсульта.

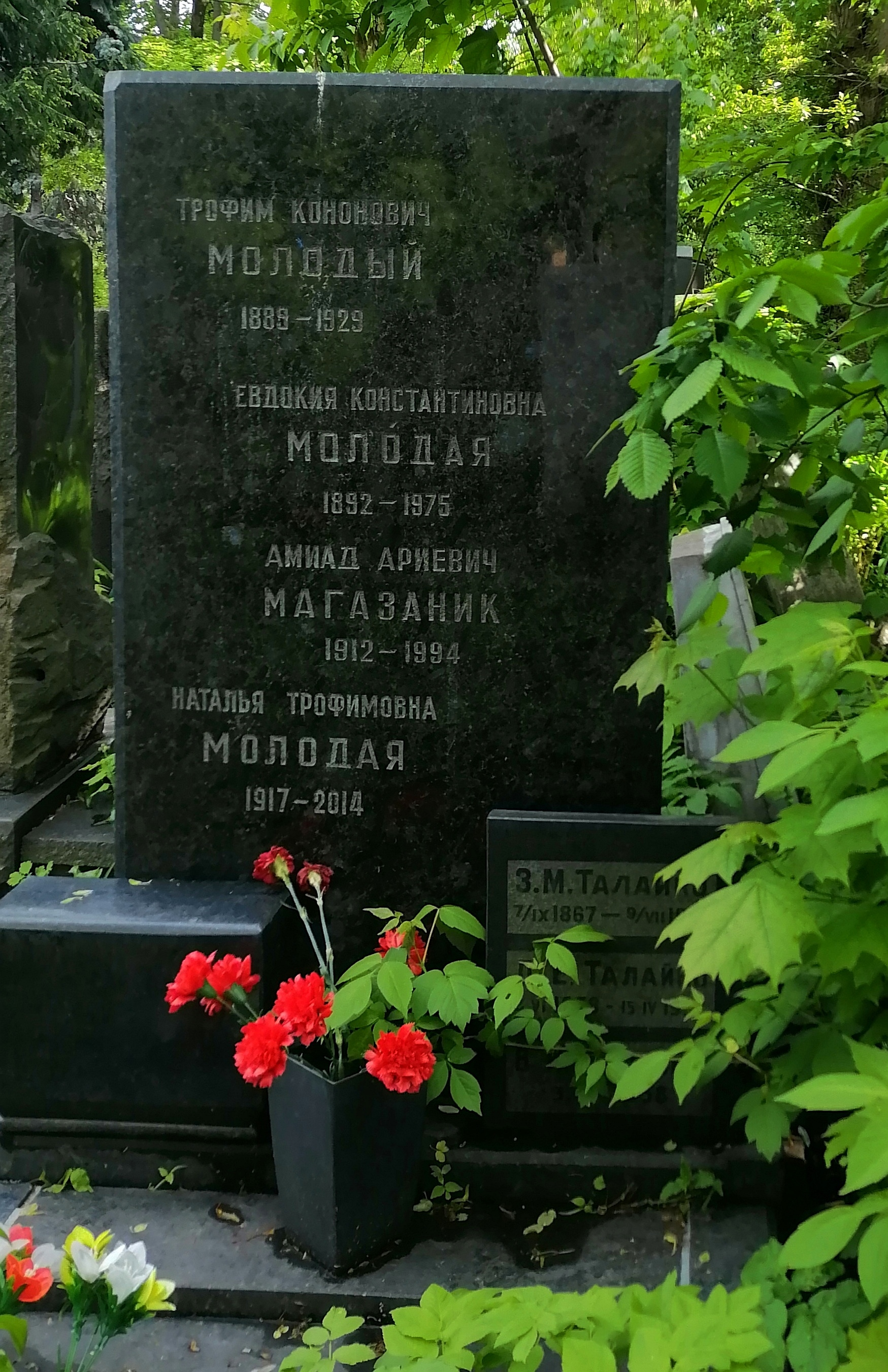
Могила на Донском кладбище

Похоронен на Новом Донском кладбище (1 уч.), вместе с ним похоронена его жена, а рядом находится могила сына-разведчика.

## Общественная деятельность
С 1920-х годов Т. К. Молодый втягивается в общественно-организационную работу. Он принимает участие в работе «Комиссии по улучшению быта учёных врачей» (КУБУВ), организованной в 1921 году и возглавляемой П. П. Лазаревым, становится её секретарём и одним из наиболее активных участников.
Т. К. Молодый активно занимался редакторской и издательской деятельностью. Одним из первых начал пересылать в Москву заграничные научные журналы. Осуществлял издание «Известий Физического института при Московском научном институте», организованных в 1920 году П. П. Лазаревым. В конце 1921 года по приглашению О. Ю. Шмидта и А. Г. Калашникова начинает работать в Государственном издательстве. В его рамках вначале занимался организацией научных серий, но через полгода-год переключился на издание научных журналов. В общей сложности с его помощью было организовано издание около 60 журналов. Параллельно Т. К. Молодый принимал участие в редактировании одного из своих главных детищ — «Журнала прикладной физики».
Т. К. Молодый принимал также участие в научно-популяризаторской деятельности. В 1924—1929 годах был членом редколлегии журнала «Искра» и редактором научно-популярной серии «Наука и техника». Член совета старейшин клуба Московского дома учёных (1924).

## Научная деятельность
Т. К. Молодым было опубликовано несколько научных работ. Первая из них, «Исследование поверхностного натяжения жидкости методом фотографирования капли в момент отрывания», была выполнена ещё под руководством П. П. Лазарева. Вторая работа была посвящена экспериментальному исследованию пламени Гови, использовавшегося для детектирования звука. И наконец, в последней опубликованной работе, выполненной совместно с Э. В. Шпольским, исследовалось химическое воздействие рентгеновского излучения. В этой работе была изучена кинетика типичного рентгено-химического процесса на примере реакции Эдера.
Кроме того, Т. К. Молодый принимал участие в ряде так и не опубликованных при его жизни работ. Так, в 1924—1925 годах он безуспешно пытался методом рентгеновской спектроскопии обнаружить ещё не открытые на тот момент технеций и рений. В разное время Т. К. Молодый также интересовался измерением постоянной Стефана — Больцмана, фотохимией и некоторыми более прикладными задачами (например, разработкой глушителей для моторов).

## Семья
Сын Молодый, Конон Трофимович  (1922 — 1970) — кадровый советский разведчик-нелегал периода Холодной войны, полковник, действовавший под именем Гордона Лонсдейла.